# Відмінні новини (телесеріал)
«Відмінні новини» (англ. Great News) — американський ситком, створений Трейсі Вігфілд. Прем'єра першої серії серіалу відбулася 25 квітня 2017 року на телеканалі NBC. Головні ролі отримали Бріґа Гілен та Андреа Мартін.
Серіал розповідає про Кеті Вендельсон, яка вже 3 роки працює продюсером передачі новин телестудії «MMN», але, незважаючи на стаж своєї роботи, вона ніколи не знімала дійсно важливих сюжетів. Так, одного дня, зайшовши до свого кабінету, вона зустрічає власну мати, Керол, яка повідомила їй, що хоче втілити свою минулу мрію стати найкращою журналісткою, і те, що тепер вона буде працювати разом з нею в тій самій телестудії.
11 травня 2017 року телеканал оголосив про знімання 2 сезону серіалу, прем'єра якого відбулася 28 вересня того ж року. 11 травня 2018 року телеканал NBC закрив телесеріал після двох сезонів.

## У ролях
- Бріґа Гілен — Кетрін «Кетті» Вендельсон[6]
- Андреа Мартін — Керол Вендельсон[7]
- Адам Кемпбелл — Грег Волш[8]
- Джон Майкл Гіґґінс — Чак Пірс[9]
- Ніколь Річі — Порша Скотт-Гріффіт[9]
- Оратіо Санс — Джастін

## Відгуки критиків
Телесеріал «Відмінні новини» отримав доволі позитивні відгуки.
На Rotten Tomatoes, вебсайті де збирають різні огляди, серіал заробив 74 % «свіжості» на основі 27-х рецензій із середнім рейтингом 6,15 із 10. Критичний консенсус вебсайту говорить: «Серіал „Відмінні новини“ уникає притаманних жанру пасток через неперевершений гумор й талановитий акторський склад».
На Metacritic телесеріал «Відмінні новини» отримав 67 балів зі 100, що ґрунтується на основі 21-го, в цілому позитивного, відгуку критиків.
Другий сезон телесеріалу на Rotten Tomatoes заробив 91 % «свіжості» на основі 11-ти рецензій із середнім рейтингом 7,5 із 10; критичний консенсус вебсайту говорить наступне: «„Відмінні новини“ з легкістю уникає зменшенню переглядів й популярності з виходом нового сезону, і все це, лише завдяки своєму неймовірному акторському складу та камео Тіни Фей, виконавчого продюсера проекту».